# Sweco

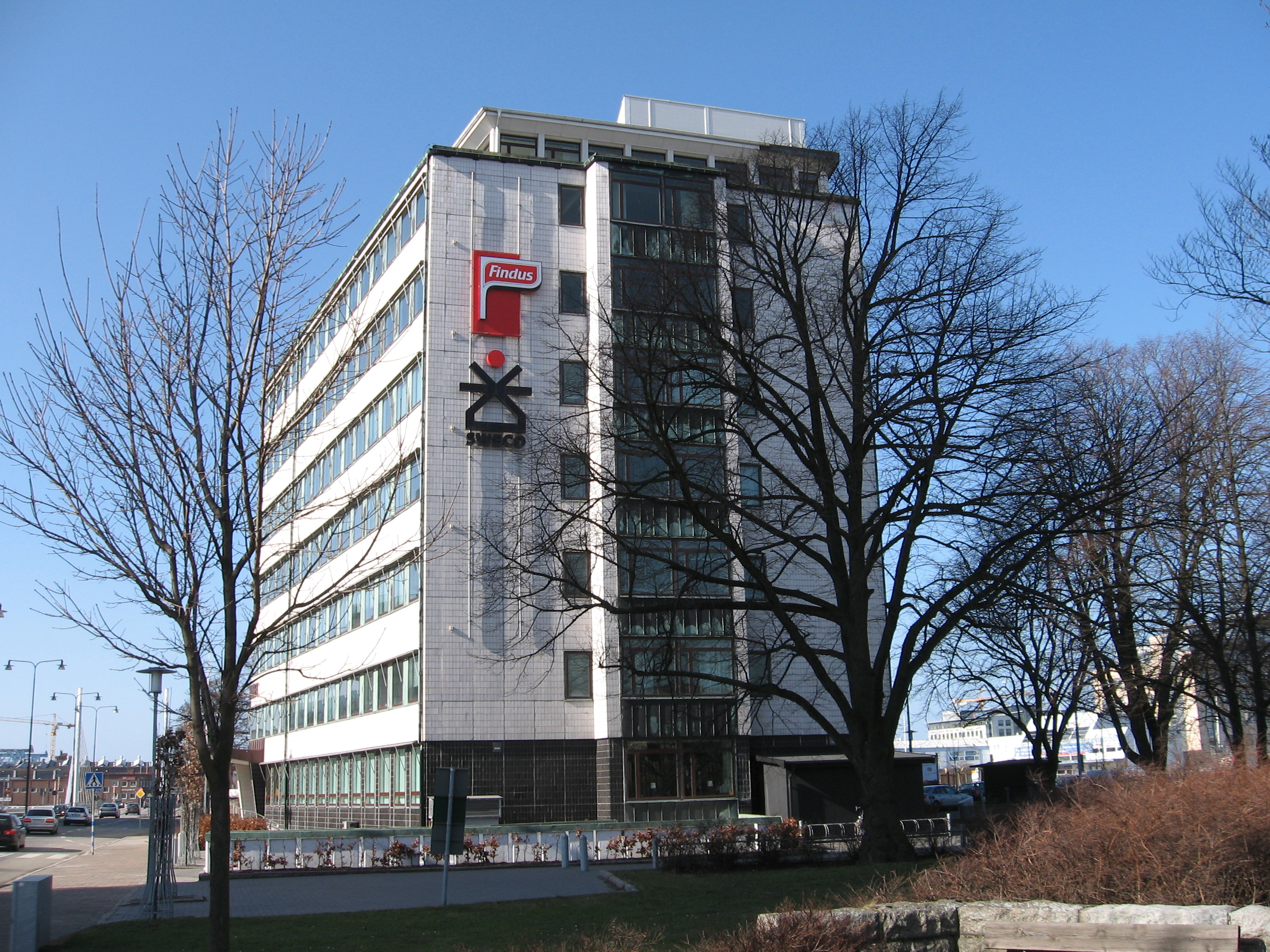
Swecos tidigare kontor i Malmö.

SWECO AB (publ) är en svensk koncern bestående av ett antal teknikkonsultföretag med inriktning mot anläggnings- och byggnadskonstruktion, installationsteknik, arkitektur, infrastruktur, energi och miljö. Swecos svenska verksamhet bedrevs fram till årsskiftet 2020/2021 i elva helägda dotterbolag med namn av typen Sweco Architects AB, Sweco Structures AB, Sweco Industry AB, Sweco Environment AB, Sweco Civil AB, Sweco Systems AB m.fl. Från och med 2021 är de elva dotterbolagen istället divisioner i ett gemensamt Sweco Sverige AB. Sweco Sverige AB är i sin tur dotterbolag till Sweco AB.

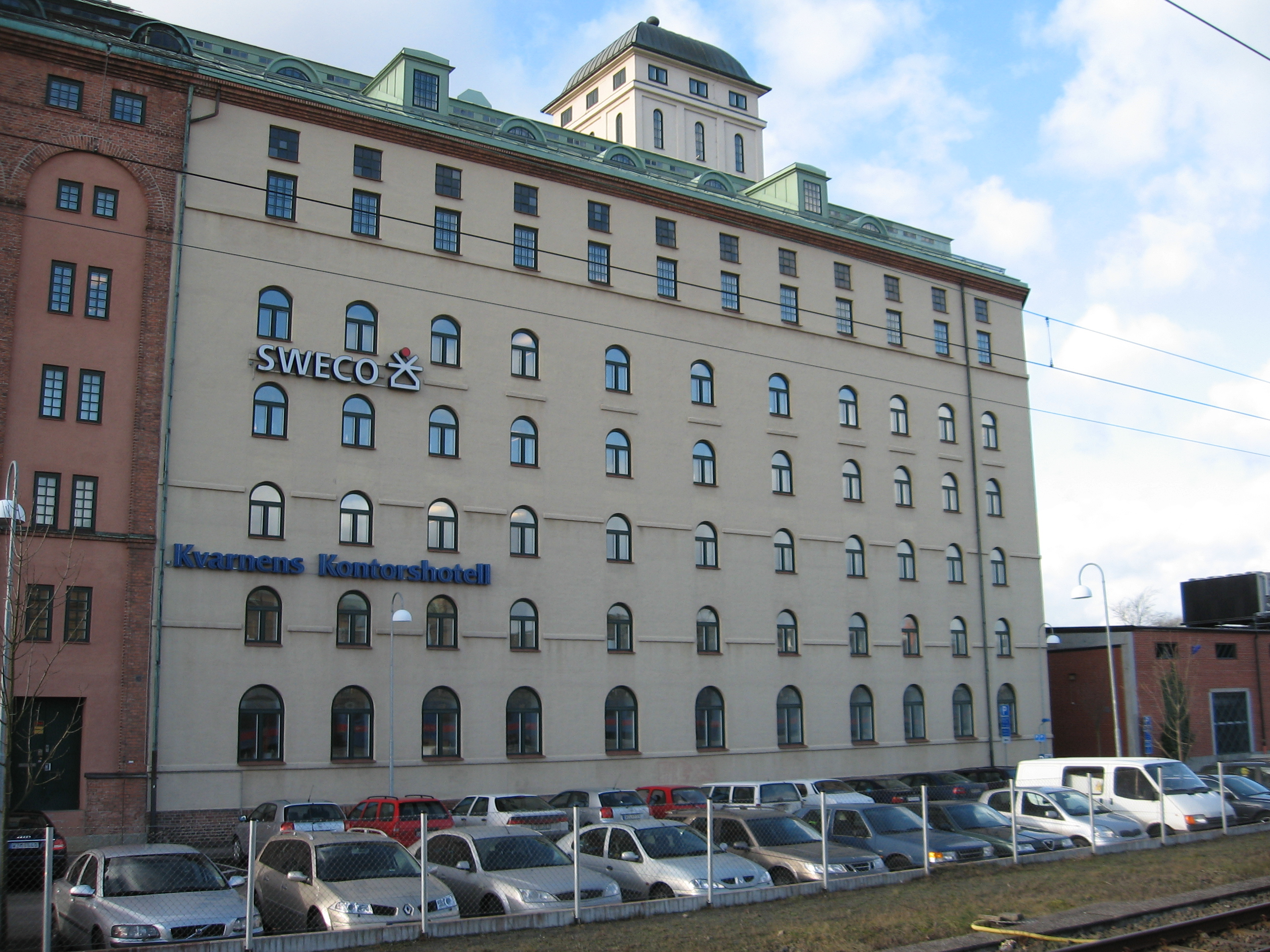
Swecos kontor i Kristianstad.

Med cirka 21 000 medarbetare, varav ca 6 500 i Sverige, är koncernen en av de största aktörerna inom samhällsbyggnad i Europa. Sweco AB har lokal närvaro i fjorton länder (Sverige, Norge, Danmark, Finland, Estland, Litauen, Bulgarien, Polen, Tjeckien, Tyskland, Nederländerna, Belgien och Storbritannien) och bedriver projektexport till ett 70-tal länder runt om i världen. I Sverige har Sweco kontor på ca 50 orter.
Sweco AB (publ) är noterat på OMX Nordiska Börs i Stockholm. Åsa Bergman är VD för Sweco AB sedan 2018. VD för Swecos svenska verksamhet inom Sweco Sverige AB är Ann-Louise Lökholm Klasson.

## Historia
Sweco skapades genom att arkitektkontoret FFNS köpte upp konsultbolag, däribland VBB. Som namn på den nya konstellationen valde man Sweco som är en förkortning (akronym) av Swedish Consultants, ett namn som vid uppdrag utomlands tidigare användes av VBB. Efter det har en hel del ytterligare bolag förvärvats, på senare tid främst i östra Europa.  
År 2015 förvärvade Sweco samtliga aktier i Grontmij.
Några historiska företag som på ett eller annat sätt inkorporerats i Sweco-koncernen:
- BECO
- BLOCO
- FFNS
- HJS Arkitektkontor (1998)
- Theorells Installationskonsult AB
- VBB
- Aros Arkitekter (2010)[6]
- Vectura Consulting AB (från 1 januari 2014)
- VIAK
- Grontmij (från 1 oktober 2015)

### Uppdrag i Sverige
- Citybanan, Stockholm
- Citytunneln, Malmö
- Kulsinterverk KK4, Kiirunavaara
- Norra Länken, Stockholm
- Nya Karolinska Solna, Stockholm
- Stenpirens resecentrum, Göteborg[7]
- Tegera Arena, Leksand
- Vattenkraftverk, Hammarforsen

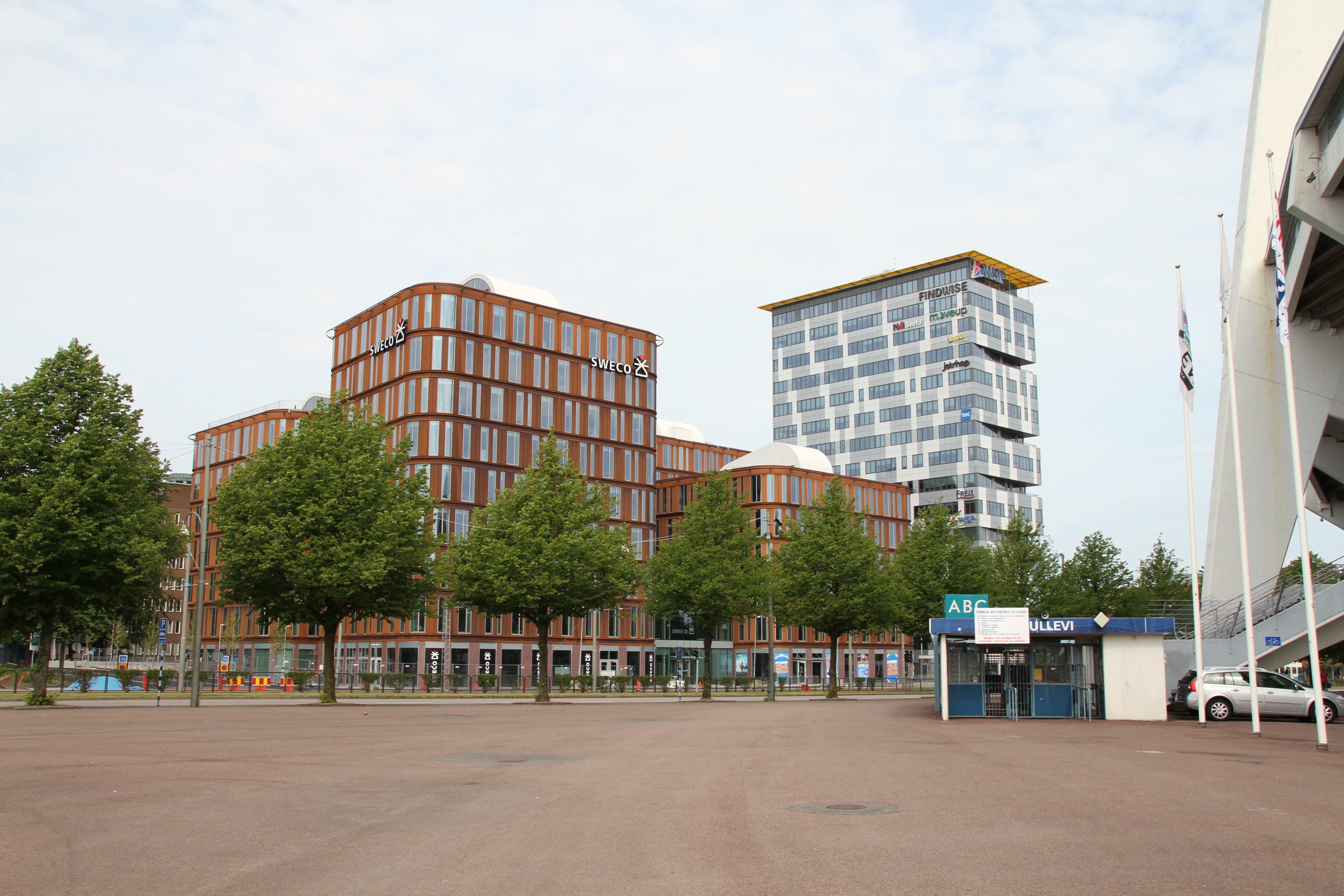
Swecos kontor i Göteborg

- Vattenkraftverk, Forshuvudforsens kraftverk
- Lövsta Kraftvärmeverk, Stockholm